# Pekelské údolí
Pekelské údolí je přírodní památka v Krušných horách. Nachází se ve správních územích obcí Klíny a Meziboří v okrese Most v Ústeckém kraji. Vyhlášena byla k ochraně lesních porostů (převážně acidofilních bučin) s výskytem vzácných druhů rostlin (měsíčnice vytrvalá), hub (např. helmovka dvojvonná nebo psivka obecná) a živočichů (lejsek malý, holub doupňák, vřetenec horský a netopýr velký).

## Historie
Území přírodní památky bývalo využíváno k lesnickému hospodaření a v době jejího vyhlášení byla většina porostů součástí pásem hygienické ochrany vod. V horní části se nachází systém hald a propadlin, které patří k poddolovanému území Klíny – Bílý potok, v němž se těžily polymetalické rudy.
Chráněné území vyhlásil Krajský úřad Ústeckého kraje v kategorii přírodní památka s účinností od 1. listopadu 2022.

## Přírodní poměry
Přírodní památka s rozlohou 251,28 hektaru leží v nadmořské výšce 440–847 metrů v Krušných horách. Nachází se převážně ve správním území města Meziboří a okrajově zasahuje do správního území obce Klíny (katastrální území Klíny II a Rašov u Litvínova) v okrese Most. Chráněné území je součástí evropsky významné lokality Východní Krušnohoří.

### Abiotické poměry
V geomorfologickém členění Česka přírodní památka leží v Krušných horách, v podcelku Loučenská hornatina. Převážná část leží na území okrsku Flájská hornatina, ale na západě území zasahuje do sousední Novoveské hornatiny. Flájská hornatina je budována především pararulami a ortorulami s žilnými průniky granitového porfyru. Vrcholové kry přechází na jihu do okrajového svahu, jehož výška dosahuje až pěti set metrů. Převažujícími půdními typy jsou podzol kambický a kambizem dystrická.
Jediným významným vodním tokem v přírodní památce je Bílý potok, do kterého se vlévá několik drobných přítoků a voda z několika lesních pramenišť. V závěru Pekelského údolí jsou patrné pozůstatky drobného rybníka s protrženou hrází.
V rámci Quittovy klasifikace podnebí se přírodní památka nachází na rozhraní mírně teplé oblasti MT4 a chladné oblasti CH7. Pro oblast MT4 jsou typické průměrné teploty −2 až −3 °C v lednu a 16–17 °C v červenci. Roční úhrn srážek dosahuje 500–750 milimetrů. Mrazových dnů bývá 110–130, zatímco letních dnů jen dvacet až třicet. V oblasti CH7 bývají průměrné teploty −3 až −4 °C v lednu a 15–16 °C v červenci. Roční úhrn srážek dosahuje 850–1000 milimetrů. Mrazových dnů bývá 140–160, zatímco letních dnů deset až třicet.

### Flóra
Převážnou část území (asi 85 %) porůstají acidofilní bučiny s dominantním bukem lesním (Fagus sylvatica) a vmíšeným javorem klenem (Acer pseudoplatanus) a smrkem ztepilým (Picea abies). V některých porostech převládá bříza, smrk pichlavý (Picea pungens) a modřín opadavý (Larix decidua). Okrajovými ekosystémy se zastoupením v jednotkách procent rozlohy přírodní památky jsou údolní jasanovo-olšové luhy, suťové lesy a květnaté bučiny. Podél potoka roztroušeně roste ohrožená měsíčnice vytrvalá (Lunaria rediviva).
Část chráněného území je součástí Obory Fláje určené k chovu jelení zvěře. Její výskyt omezuje přirozenou obnovu porostů.

### Houby
V chráněném území rostou a předmětem ochrany jsou druhy hub: muchomůrka šedopochvá (Amanita submembranacea), pavučiník úzkovýtrusý (Botryobasidium intertextum), liška Friesova (Cantharellus friesii), pavučinec olivově hnědý (Cortinarius olivacefuscus), helmovka dvojvonná (Mycena diosma), vodnička potoční (Cudoniella clavus), kornatec zápašný (Gloeohypochnicium analogum), psivka obecná (Mutinus caninus), dřevomor černý (Nemania atropurpurea ) a paluška červenonohá (Typhula erythropus).

### Fauna
Z živočichů patří k předmětu ochrany kriticky ohrožený vřetenec horský (Pseudofusulus varians), vyhledávající padlé bukové a javorové dřevo v okolí potoků, ptáci lejsek malý (Ficedula parva) a holub doupňák (Columba oenas) a ze savců kriticky ohrožený netopýr velký (Myotis myotis). Kromě něj byli zaznamenáni také netopýr dlouhouchý (Plecotus austriacus), netopýr ušatý (Plecotus auritus), netopýr hvízdavý (Pipistrellus pipistrellus) a netopýr vodní (Myotis daubentonii). V lese byla pozorována řada ptačích druhů a dalších druhů, ale záznamy z nálezových databázích jsou relativně staré (obvykle pochází z let 2002 a 2006). V pozdější době byl pozorován například krutihlav obecný (Jynx torquilla), ťuhýk obecný (Lanius collurio), ořešník kropenatý (Nucifraga caryocatactes), krkavec velký (Corvus corax), tetřívek obecný (Tetrao tetrix), sluka lesní (Scolopax rusticola), krahujec obecný (Accipiter nisus), včelojed lesní (Pernis apivorus) nebo jestřáb lesní (Accipiter gentilis).
Bezobratlé živočichy zastupují v nivě potoka se vyskytující střevlík polní (Carabus arvensis), motýl batolec duhový (Apura iris), podle starších nálezů také svižník polní (Cicindela campestris) a střevlík řetízkový (Carabus problematicus). Přímo v potoce žije kriticky ohrožený rak říční (Astacus astacus). Záznam o rakovi pochází z roku 2005 a o rok později byla v potoce pozorována také kriticky ohrožená mihule potoční (Lampetra planeri).
Roku 2006 byla ojediněle pozorována řada obojživelníků a plazů: ropucha obecná (Bufo bufo), skokan štíhlý (Rana dalmatina), čolek horský (Triturus alpestris), čolek obecný (Triturus vulgaris), mlok skvrnitý (Salamandra salamandra), ještěrka obecná (Lacerta agilis), ještěrka živorodá (Zootoca vivipara), slepýš křehký (Anguis fragilis), užovka obojková (Natrix natrix) a zmije obecná (Vipera berus).

## Ochrana přírody
Předmětem ochrany v přírodní památce jsou ekosystémy údolních jasanovo-olšových luhů, suťových lesů, květnatých a acidofilních bučin a výskyt vzácných druhů rostlin (měsíčnice vytrvalá), hub a živočichů (vřetenec horský, lejsek malý, holub doupňák a netopýr velký). Cílem ochranných opatření je zamezení nebo zmírnění negativních vlivů, udržení a zlepšení stavů bučin a podpora biotopů ohrožených druhů.
Státní podnik Lesy ČR zde pokácel v lesnické sezoně 2021/2022 zhruba 400 stromů. Kácení bylo údajně v rozporu se zákonem o ochraně přírody a krajiny, za což už podnik dostal pokutu, proti které se odvolal. Šlo o lesy staré 250 let, které byly v roce 2017 zařazeny do návrhu přírodní památky Pekelské údolí, vyhlášené několik měsíců po kácení. O povolení kácet si přitom Lesy ČR zažádaly až po vykácení stromů, krajský úřad Ústeckého kraje žádost později zamítl.

## Přístup
Chráněným územím vede po zpevněné lesní cestě naučná stezka Tesařova cesta.